# Tour de France 2022/12. Etappe
Die 12. Etappe der Tour de France 2022 fand am 14. Juli 2022 statt und war die steigungsreichste der 109. Austragung des französischen Etappenrennens. Der Start der Etappe erfolgte in Briançon, ehe die Etappe nach 165,1 Kilometern mit dem Anstieg nach Alpe d’Huez (1850 m) endete. Mit dem Col du Galibier (2642 m) wurde nach dem Vortag erneut der höchste Punkt der Rundfahrt überquert. An der Zielankunft hatten die Fahrer insgesamt 1963,2 Kilometer absolviert, was 58,6 % der Gesamtdistanz der Rundfahrt entsprach.

## Streckenführung
Der neutralisierte Start erfolgte in Briançon auf der N94. Anschließend führte die Strecke in das befestigte Stadtzentrum, ehe die Fahrer auf die D1091 Richtung Col du Lautaret auffuhren.
Der offizielle Start erfolgte nach rund vier Kilometern auf der D1091 kurz vor Saint-Chaffrey. Auf dem Weg Richtung Nordwesten folgte die Straße der Guisane bergauf, und bereits nach 11,8 Kilometern wurde in Le Monêtier-les-Bains ein Zwischensprint ausgefahren. Hier begann zudem offiziell der 23 Kilometer lange Anstieg auf den Col du Galibier (2642 m), eine von drei Bergwertungen der Hors Catégorie an jenem Tag. Im Tal der Guisane führten die ersten 14 Kilometer bei moderater Steigung von rund 5 % auf den Col du Lautaret (2058 m), wo die Fahrer rechts auf die D902 abbogen, die weiter auf den Col du Galibier führte. Nun begann die Straße steiler anzusteigen, ehe die Kuppe nach 33,3 Kilometern überquert wurde; wie schon am Vortag fuhren die Fahrer über die Passhöhe und nicht durch den Tunnel. Im Anschluss folgte eine rund 30 Kilometer lange Abfahrt, die über Valloire und die kurze Gegensteigung des Col du Télégraphe (1564 m) nach Saint-Michel-de-Maurienne führt. Die Fahrer befanden sich nun in der Talschaft Maurienne und folgten dem Arc für rund 10 Kilometer flussabwärts bis Saint-Jean-de-Maurienne. Hier begann der unrhythmische Anstieg des Col de la Croix de Fer (2067 m), dessen 29 Kilometer sich in drei Teile aufteilen ließen. Im ersten Drittel waren die Steigungsprozent am größten mit Kilometerschnitten von bis zu 10 %. Bei Kilometer fünf gab es jedoch eine einen Kilometer lange Abfahrt, die den Steigungsschnitt verringerte. Im zweiten Drittel flachte die Straße zunächst komplett ab, ehe sie mit moderater Steigung von rund 4 % nach Saint-Sorlin-d’Arves führte. Hier begann das letzte Drittel über sechs Kilometer mit einer konstanten Steigung von über 7 % zur Bergwertung der HC-Kategorie. Die Kuppe des Col de la Croix de Fer wurde 54,5 Kilometer vor dem Ziel überquert, und es folgte eine lange Abfahrt über Allemond mit zwei kurzen Gegensteigungen. Nach der Abfahrt erreichten die Fahrer das Tal der Romanche, in dem sie 10 flache Kilometer zurücklegten, ehe bei Le Bourg-d’Oisans der Anstieg nach Alpe d’Huez begann.
Der Schlussanstieg nach Alpe d’Huez war 13,8 Kilometer lang und führte über 21 Kehren auf 1850 Meter Seehöhe. Im Schnitt lag die Steigung bei 8,1 %, wobei der steilste Teil des Anstieges auf den ersten 11 Kilometern absolviert wurde. In dem Wintersportort flachte die Straße im Schnitt auf rund 5 % ab. Im Ziel wurde erneut eine Bergwertung der HC-Kategorie abgenommen.
|                       | Ort                    | Kilometer | Länge (km) | Höhe (m) | Ø Steigung |
| --------------------- | ---------------------- | --------- | ---------- | -------- | ---------- |
| neutralisierter Start | Briançon               |           |            |          |            |
| offizieller Start     | Saint-Chaffrey         | 0         |            |          |            |
| Zwischensprint        | Le Monêtier-les-Bains  | 011,8     |            |          |            |
| Bergwertung (HC)      | Col du Galibier        | 033,2     | 23,0       | 2642     | 5,1 %      |
| Bergwertung (HC)      | Col de la Croix de Fer | 110,6     | 29,0       | 2067     | 5,2 %      |
| Bergwertung (HC)      | Alpe d’Huez            | 165,1     | 13,8       | 1850     | 8,1 %      |
| Ziel                  | Alpe d’Huez            | 165,1     |            |          |            |

## Rennverlauf
Kurz nach dem Start bildete sich eine Ausreißergruppe, die im Anstieg zum Col du Galibier auseinanderfiel. Anthony Perez (Cofidis) ging solo als Erster über die Bergwertung. Thomas Pidcock (Ineos Grenadiers) fuhr in der Abfahrt dem Peloton davon und sammelte Christopher Froome (Israel-Premier Tech) auf. Auf dem Gegenanstieg zum Télégraphe fanden die Ausreißer wieder zusammen, und auch Pidcock und Froome stießen zu ihnen. Pidcock zeigte erneut seine Abfahrer-Qualitäten, konnte sich aber nicht entscheidend absetzen. In der Maurienne lag die neunköpfige Spitzengruppe gut fünf Minuten vor dem Peloton.
Im langgezogenen Anstieg zum Col de la Croix de Fer geschah lange Zeit nichts von Belang. Fünf Kilometer vor der Passhöhe wurde die Spitzengruppe durch eine Beschleunigung Pidcocks verkleinert. Als Erster über die Bergwertung ging Giulio Ciccone (Trek-Segafredo), daneben waren noch Pidcock, Froome, Neilson Powless (EF Education-EasyPost) und Louis Meintjes (Intermarché-Wanty-Gobert Matériaux) an der Spitze. Das Peloton lag weiterhin fünf Minuten zurück, zu Beginn des Anstiegs nach Alpe d’Huez gar sechs.
Erneut war es Pidcock, der im unteren Bereich das Tempo anzog und so die Spitzengruppe sprengte. Meintjes und Froome folgten ihm durch die Gasse der frenetischen Fans, verloren aber allmählich an Boden, so dass Pidcock ungefährdet gewann. Im Feld der Favoriten machte Jumbo-Visma das Tempo. Nach und nach fielen die Klassements-Fahrer hinten heraus, bis nur noch Jonas Vingegaard (Jumbo-Visma), Tadej Pogačar (UAE Team Emirates), Geraint Thomas (Ineos Grenadiers) und Enric Mas (Movistar Team) übrig waren, mit Sepp Kuss (Jumbo-Visma) als Tempomacher. Zwei Antritte von Pogačar wusste Vingegaard zu beantworten, und die Gruppe blieb zusammen. Auch ein Zielsprint von Pogačar vermochte keinen Abstand zu Vingegaard herzustellen, kostete Ciccone aber noch den fünften Platz, der ihm die Führung im Bergtrikot gebracht hätte.

## Ergebnis
| \| Etappenergebnis \| Etappenergebnis \| Etappenergebnis \| Etappenergebnis \| Etappenergebnis \| \| Fahrer \| Fahrer \| Land \| Team \| Zeit \| \| --------------- \| ---------------- \| ---------------------- \| ---------------------------------- \| --------------- \| \| 1. \| Thomas Pidcock \| Vereinigtes Königreich \| Ineos Grenadiers \| 4 h 55 min 24 s \| \| 2. \| Louis Meintjes \| Südarfika \| Intermarché-Wanty-Gobert Matériaux \| + 48 s \| \| 3. \| Chris Froome \| Vereinigtes Königreich \| Israel-Premier Tech \| + 2 min 06 s \| \| 4. \| Neilson Powless \| Vereinigte Staaten \| EF Education-EasyPost \| + 2 min 29 s \| \| 5. \| Tadej Pogačar \| Slowenien \| UAE Team Emirates \| + 3 min 23 s \| \| 6. \| Jonas Vingegaard \| Dänemark \| Jumbo-Visma \| + 3 min 23 s \| \| 7. \| Geraint Thomas \| Vereinigtes Königreich \| Ineos Grenadiers \| + 3 min 23 s \| \| 8. \| Enric Mas \| Spanien \| Movistar Team \| + 3 min 26 s \| \| 9. \| Sepp Kuss \| Vereinigte Staaten \| Jumbo-Visma \| + 3 min 26 s \| \| 10. \| Giulio Ciccone \| Italien \| Trek-Segafredo \| + 3 min 32 s \| |                  |                        |                                    |                 |
| |                  |                        |                                    |                 |
| Quelle: ProCyclingStats |                  |                        |                                    |                 |
| Etappenergebnis |                  |                        |                                    |                 |
| Fahrer | Fahrer           | Land                   | Team                               | Zeit            |
| 1. | Thomas Pidcock   | Vereinigtes Königreich | Ineos Grenadiers                   | 4 h 55 min 24 s |
| 2. | Louis Meintjes   | Südarfika              | Intermarché-Wanty-Gobert Matériaux | + 48 s          |
| 3. | Chris Froome     | Vereinigtes Königreich | Israel-Premier Tech                | + 2 min 06 s    |
| 4. | Neilson Powless  | Vereinigte Staaten     | EF Education-EasyPost              | + 2 min 29 s    |
| 5. | Tadej Pogačar    | Slowenien              | UAE Team Emirates                  | + 3 min 23 s    |
| 6. | Jonas Vingegaard | Dänemark               | Jumbo-Visma                        | + 3 min 23 s    |
| 7. | Geraint Thomas   | Vereinigtes Königreich | Ineos Grenadiers                   | + 3 min 23 s    |
| 8. | Enric Mas        | Spanien                | Movistar Team                      | + 3 min 26 s    |
| 9. | Sepp Kuss        | Vereinigte Staaten     | Jumbo-Visma                        | + 3 min 26 s    |
| 10. | Giulio Ciccone   | Italien                | Trek-Segafredo                     | + 3 min 32 s    |

## Gesamtstände
| \| Gesamtwertung \| Gesamtwertung \| Gesamtwertung \| Gesamtwertung \| Gesamtwertung \| \| Fahrer \| Fahrer \| Land \| Team \| Zeit \| \| ------------- \| ----------------- \| ---------------------- \| ----------------- \| ---------------- \| \| 1. \| Jonas Vingegaard \| Dänemark \| Jumbo-Visma \| 46 h 28 min 46 s \| \| 2. \| Tadej Pogačar \| Slowenien \| UAE Team Emirates \| + 2 min 22 s \| \| 3. \| Geraint Thomas \| Vereinigtes Königreich \| Ineos Grenadiers \| + 2 min 26 s \| \| 4. \| Romain Bardet \| Frankreich \| Team DSM \| + 2 min 35 s \| \| 5. \| Adam Yates \| Vereinigtes Königreich \| Ineos Grenadiers \| + 3 min 44 s \| \| 6. \| Nairo Quintana \| Kolumbien \| Arkéa-Samsic \| + 3 min 58 s \| \| 7. \| David Gaudu \| Frankreich \| Groupama-FDJ \| + 4 min 07 s \| \| 8. \| Thomas Pidcock \| Vereinigtes Königreich \| Ineos Grenadiers \| + 7 min 39 s \| \| 9. \| Enric Mas \| Spanien \| Movistar Team \| + 9 min 32 s \| \| 10. \| Alexander Wlassow \| Russland \| Bora-Hansgrohe \| + 10 min 06 s \| |                   |                        |                   |                  |
| |                   |                        |                   |                  |
| Quelle: ProCyclingStats |                   |                        |                   |                  |
| Gesamtwertung |                   |                        |                   |                  |
| Fahrer | Fahrer            | Land                   | Team              | Zeit             |
| 1. | Jonas Vingegaard  | Dänemark               | Jumbo-Visma       | 46 h 28 min 46 s |
| 2. | Tadej Pogačar     | Slowenien              | UAE Team Emirates | + 2 min 22 s     |
| 3. | Geraint Thomas    | Vereinigtes Königreich | Ineos Grenadiers  | + 2 min 26 s     |
| 4. | Romain Bardet     | Frankreich             | Team DSM          | + 2 min 35 s     |
| 5. | Adam Yates        | Vereinigtes Königreich | Ineos Grenadiers  | + 3 min 44 s     |
| 6. | Nairo Quintana    | Kolumbien              | Arkéa-Samsic      | + 3 min 58 s     |
| 7. | David Gaudu       | Frankreich             | Groupama-FDJ      | + 4 min 07 s     |
| 8. | Thomas Pidcock    | Vereinigtes Königreich | Ineos Grenadiers  | + 7 min 39 s     |
| 9. | Enric Mas         | Spanien                | Movistar Team     | + 9 min 32 s     |
| 10. | Alexander Wlassow | Russland               | Bora-Hansgrohe    | + 10 min 06 s    |

| Punktewertung | Punktewertung       | Punktewertung | Punktewertung          | Punktewertung |
| Fahrer        | Fahrer              | Land          | Team                   | Punkte        |
| ------------- | ------------------- | ------------- | ---------------------- | ------------- |
| 1.            | Wout van Aert       | Belgien       | Jumbo-Visma            | 313 P.        |
| 2.            | Tadej Pogačar       | Slowenien     | UAE Team Emirates      | 159 P.        |
| 3.            | Fabio Jakobsen      | Niederlande   | Quick-Step Alpha Vinyl | 155 P.        |
| 4.            | Magnus Cort Nielsen | Dänemark      | EF Education-EasyPost  | 129 P.        |
| 5.            | Jasper Philipsen    | Belgien       | Alpecin-Deceuninck     | 116 P.        |
| 6.            | Christophe Laporte  | Frankreich    | Jumbo-Visma            | 114 P.        |
| 7.            | Jonas Vingegaard    | Dänemark      | Jumbo-Visma            | 96 P.         |
| 8.            | Peter Sagan         | Slowakei      | TotalEnergies          | 86 P.         |
| 9.            | Simon Clarke        | Australien    | Israel-Premier Tech    | 72 P.         |
| 10.           | Michael Matthews    | Australien    | BikeExchange-Jayco     | 68 P.         |

| Bergwertung | Bergwertung      | Bergwertung            | Bergwertung                        | Bergwertung |
| Fahrer      | Fahrer           | Land                   | Team                               | Punkte      |
| ----------- | ---------------- | ---------------------- | ---------------------------------- | ----------- |
| 1.          | Simon Geschke    | Deutschland            | Cofidis                            | 43 P.       |
| 2.          | Louis Meintjes   | Südarfika              | Intermarché-Wanty-Gobert Matériaux | 39 P.       |
| 3.          | Jonas Vingegaard | Dänemark               | Jumbo-Visma                        | 36 P.       |
| 4.          | Giulio Ciccone   | Italien                | Trek-Segafredo                     | 35 P.       |
| 5.          | Pierre Latour    | Frankreich             | TotalEnergies                      | 35 P.       |
| 6.          | Neilson Powless  | Vereinigte Staaten     | EF Education-EasyPost              | 35 P.       |
| 7.          | Warren Barguil   | Frankreich             | Arkéa-Samsic                       | 30 P.       |
| 8.          | Thomas Pidcock   | Vereinigtes Königreich | Ineos Grenadiers                   | 28 P.       |
| 9.          | Anthony Perez    | Frankreich             | Cofidis                            | 26 P.       |
| 10.         | Tadej Pogačar    | Slowenien              | UAE Team Emirates                  | 26 P.       |

| Nachwuchswertung | Nachwuchswertung   | Nachwuchswertung       | Nachwuchswertung                   | Nachwuchswertung  |
| Fahrer           | Fahrer             | Land                   | Team                               | Zeit              |
| ---------------- | ------------------ | ---------------------- | ---------------------------------- | ----------------- |
| 1.               | Tadej Pogačar      | Slowenien              | UAE Team Emirates                  | 46 h 31 min 08 s  |
| 2.               | Thomas Pidcock     | Vereinigtes Königreich | Ineos Grenadiers                   | + 5 min 17 s      |
| 3.               | Brandon McNulty    | Vereinigte Staaten     | UAE Team Emirates                  | + 53 min 45 s     |
| 4.               | Matteo Jorgenson   | Vereinigte Staaten     | Movistar Team                      | + 1 h 00 min 04 s |
| 5.               | Andreas Leknessund | Norwegen               | Team DSM                           | + 1 h 04 min 03 s |
| 6.               | Kevin Geniets      | Luxemburg              | Groupama-FDJ                       | + 1 h 07 min 04 s |
| 7.               | Michael Storer     | Australien             | Groupama-FDJ                       | + 1 h 17 min 23 s |
| 8.               | Georg Zimmermann   | Deutschland            | Intermarché-Wanty-Gobert Matériaux | + 1 h 20 min 28 s |
| 9.               | Fred Wright        | Vereinigtes Königreich | Bahrain Victorious                 | + 1 h 39 min 34 s |
| 10.              | Matis Louvel       | Frankreich             | Arkéa-Samsic                       | + 1 h 46 min 02 s |

| Mannschaftswertung | Mannschaftswertung | Mannschaftswertung           | Mannschaftswertung |
| Team               | Team               | Land                         | Zeit               |
| ------------------ | ------------------ | ---------------------------- | ------------------ |
| 1.                 | Ineos Grenadiers   | Vereinigtes Königreich       | 139 h 30 min 39 s  |
| 2.                 | Jumbo-Visma        | Niederlande                  | + 15 min 46 s      |
| 3.                 | Groupama-FDJ       | Frankreich                   | + 44 min 35 s      |
| 4.                 | UAE Team Emirates  | Vereinigte Arabische Emirate | + 59 min 20 s      |
| 5.                 | Bora-Hansgrohe     | Deutschland                  | + 1 h 30 min 29 s  |
| 6.                 | Arkéa-Samsic       | Frankreich                   | + 1 h 37 min 48 s  |
| 7.                 | Movistar Team      | Spanien                      | + 1 h 42 min 19 s  |
| 8.                 | Bahrain Victorious | Bahrain                      | + 1 h 48 min 16 s  |
| 9.                 | Team DSM           | Niederlande                  | + 1 h 57 min 05 s  |
| 10.                | Cofidis            | Frankreich                   | + 2 h 09 min 01 s  |